# Граматика
Граматика је систем правила која дефинишу језички израз људског говора. Појам се често користио као скуп принципа који владају синтаксом или боље речено, скуп принципа помоћу којих се конструише говор. Граматика је проучавање правила која управљају употребом језика. Скуп правила који управљају појединим језиком јест граматика тог језика, и стога се за сваки језик каже да поседује властиту граматику. Граматика је део опште дисциплине која проучава језик зване лингвистика или језикословље. Граматика представља начин размишљања о језику.
У модерној лингвистици, граматика се састоји од фонологије, семантике и синтаксе. Традиционално гледано, граматика која се учила у школама, на пример граматика српског језика, се састојала од серије уредно изабраних форми и примера језичког израза, правописа, укључујући такође, све оне облике и форме које треба избегавати.
Савремена граматика, као шира теорија, покушава да опише и објаснити зашто је природни говор такав какав јесте. Таква теорија је у складу са опште прихваћеном тачком гледишта, и сматра, да је лингвистика наука о људском језику, то јест говору као природном феномену који треба схватити.

## Употреба термина
За лингвисте, граматика се односи на когнитивне информације које су у основи употребе језика. Говорници језика имају сет интернализованих правила за коришћење тог језика. Та правила сачињавају граматику, и велика већина информација у граматици није — бар у случају нечијег матерњег језика — стечена свесним студирањем или инструкцијама, него посматрањем других говорника. Највећи део посла је урађен током раног детињства; учење језика касније у животу обично обухвата већи степен експлицитне инструкције.
Термин „граматика“ се исто тако може користити за описивање правила која регулишу језичко понашање групе говорника. Термин „граматика“, стога, може да има неколико значења. Он се може односити на целокупну граматику, другим речима на граматику свих говорника језика, у ком случају, израз обухвата велики степен варијација. Алтернативно, израз се може односити само на оно што је заједничко свим граматикама, или великој већини говорника (као што је субјекат–глагол–објекат ред речи у једноставним декларативним реченицама). Или се може односити на специфична правила, релативно добро дефинисану подврсту језика (стандардни језик датог региона).
Специфичан опис, студија или анализа таквих правила може се такође назвати граматиком. Референтни рад којим се описује граматика језика се назива „референтна граматика“ или једноставно „граматика“. Потпуно експлицитна граматика која детаљно описује граматичке конструкције језика назива се описна граматика. Тај облик лингвистичког описа је у контрасту са лингвистичким рецептом, покушајем обесхрабљивања или сузбијања неких граматичких конструкција, уз промовисање других. На пример, предложно размештање је широко заступљено у германским језицима и има дугу историју у енглеском језику. Џон Драјден је међутим био против тога (без објашњења), наводећи остале енглеске говорнике да избегавају такве конструкције и обесхрабрујући његово кориштење.
Изван лингвистике се термин граматика често користи у веома различитом смислу. У неким аспектима, она се може користити шире, укључујући правила правописа и интерпункције, који лингвисти не би обично сматрали да делом граматике, већ пре делом ортографије, скупом конвенција за писање језика. У другим аспектима, термин се може користити у ужем смислу, тако да се само односи на прескриптивну граматику и искључујући оне аспекте граматике језика који нису предмет варирања или расправе. Џереми Батерфилд је тврдио да за нелингвисте, „граматика је често генерички начин упућивања на било који аспект енглеског којем се људи противе“.

## Етимологија
Реч граматика је изведена из грчке речи γραμματικὴ τέχνη (grammatikē technē), са значењем „уметност слова“, од грч. γράμμα (gramma), „слово“, која потиче од грч. γράφειν (graphein), „цртати, писати“. Исти грчки корени се јављају у речима графика, графема, и фотограф.

## Историја
Вавилонци су извршили ране покушаје описивања језика, међутим прва систематска граматика, Санскрита, потиче из гвозденог доба Индије, са Јаском (6. век п. н. е.), Панинијем (6-5. век п. н. е.) и његовим коментаторима Пингалом (c. 200. п. н. е.), Катјајаном, и Патањалијем (2. век п. н. е.). Толкапијам, најранија тамилска граматика, је датирана на 5. век.
На Западу, граматика се појавила као дисциплина у доба хеленизма од 3. века п. н. е. са ауторима као што су Ријан и Аристарх од Самотраке, при чему је најстарији сачувани рад Уметност граматике (Τέχνη Γραμματική), који се приписује Дионисису Траксу (c. 100. п. н. е.). Латинска граматика се развила следећи грчке моделе од 1. века п. н. е, захваљујући раду аутора као што су Орбилијус Пупилус, Ремијус Палемон, Маркус Валеријус Пробус, Веријус Флакус и Емилус Аспер.
Ирска граматика потиче из 7. века са Auraicept na n-Éces. Граматика арапског језика се појавила са Абу ал-Асвад ад-Дуалијем у 7. веку. Прва разматрања хебрејске граматике појавила су се у високом средњем веку, у контексту Мишне (прве писане редакције јеврејске усмене традиције јеврејске Библије). Караитска традиција потиче из абасидског Багдада. Дикдук (10. век) је један од најранијих граматичких коментара хебрејске Библије. Ибн Барун је у 12. веку упоредио хебрејски језик са арапским у исламској граматичкој традицији.
Као део тривијума седам либералних вештина, граматика је предавана као темељна дисциплина током средњег века, следећи утицај аутора из касне антике, као што је Присцијан. Третман говорних језика је започео током високог средњег веке, са изолованим радовима као што је Прва граматичка расправа, али је постао утицајан тек у време ренесансе и барока. Године 1486, Антонио де Небриха је објавио Las introduciones Latinas contrapuesto el romance al Latin, и прву шпанску граматику, Gramática de la lengua castellana, 1492. године. Током 16. века италијанске ренесансе, Questione della lingua је била дискусија о статусу и идеалној форми италијанског језика, коју је иницирао Дантеов рад de vulgari eloquentia (Пјетро Бембо, Prose della volgar lingua Венеција 1525). Прву граматику словеначког језика је написао Адам Бохорич 1583. године.
Граматике ваневропских језика су почеле да се праве ради еванђелизације и превођења Светог писма од 16. века на овамо, као што је Grammatica o Arte de la Lengua General de los Indios de los Reynos del Perú (1560), и кечуанска граматика калуђера Доминга де Санто Томаса.
Године 1643. је Иван Ужевич објавио рад Grammatica sclavonica, а 1762. је Роберт Ловт објавио Кратки увод у енглеску граматику. Grammatisch-Kritisches Wörterbuch der hochdeutschen Mundart, горњенемачка граматика у пет томова аутора Јохана Кристофа Аделунга, појавила се 1774. године.
Од друге половине 18. века, граматика је попримила статус потпоља дисциплине у настајању, модерне лингвистике. Српска граматика Вика Караџића је објављена 1814. године, док се Deutsche Grammatik Браће Грим први пут објављена 1818. године. Упоредна граматика Франца Бопа, која је почетна тачка модерне упоредне лингвистике, изашла је 1833. године.

## Развој граматика
Граматике еволуирају употребом и раздвајањем људских популација. Појавом писаних представљања такође се појављују и формална језична правила. Формалне су граматике кодификације употребе развијене посматрањем. Како се правила установљују и развијају, појављује се и прескриптивна (прописна) концепција граматике. Тај процес обично узрокује одступање између свакодневне тадашње упорабе језика и оне коју лингвисти прихваћају као исправну. Лингвисти у правилу сматрају да прескриптивне граматике немају никаквог оправдања изван естетских укуса њихових аутора. Међутим, у социолингвистици се прескрипције сматрају делом објашњења зашто неки људи кажу „Нисам ништа учинио“, а други „Нисам ишта учинио“, а неки кажу једно или друго зависно од друштвеног контекста.
Формално проучавање граматике је важан део образовања још од најранијег доба напредним учењем, иако правила која се у поучавају у школама нису „граматичка“ у смислу у којем већина лингвиста користи тај термин, јер су пуно више прескриптивна него дескриптивна.
Конструисани језици постају данас све уобичајенији. Многи су створени како би потпомогли људску комуникацију (на пример, натуралистички Интерлингва, шематски Есперанто, те логички компатибилан вештачки језик Лојбан), или пак створени у неком фикцијском раду (на пример клингонски језик и вилењачки језици). Сваки од ових језика поседује своју граматику.
Погрешно се верује да аналитички језици имају једноставнију граматику од синтетичких језика. Аналитички језици користе синтаксу за преношење информације која је кодирана инфлексијом у синтетичким језицима. Другим речима, редослед речи није битан и морфологија игра знатно важнију улогу у чисто синтетичким језицима, док у аналитичким језицима морфологија није толико важна и синтакса игра значајну улогу. Кинески и африканс, на пример, су високо аналитички и значење је стога врло контекстно зависно. (Оба поседују неке инфлексије, и имали су их више у прошлости, те стога с временом постају све мање синтетичкима и све више „чисто“ аналитичкима.) Латински, који је високо синтетички, користи афиксе и инфлексије како би пренео исту информацију коју кинески преноси синтаксом. Будући да су речи латинског језика поприлично (иако не потпуно) самосадржавајуће, разумљива реченица латинског језика се може начинити пермутовањем елемената у произвољном редоследу. Латински има сложену афиксацију и једноставну синтаксу, док за кинески вреди обрнуто.

## Грамарски оквири
Разни „грамарски оквири” су били развијана у теоретској лингвистици од средине 20. века, посебно под утицајем идеје „универзалне граматике” у Сједињеним Државама. Међу њима су главне гране:
- Трансформациона граматика[13][14] (TG)
- Системска функционална граматика[15][16] (SFG)
- Принципи и теорија параметара[17] (P&P)
- Лексичко-функционална граматика[18][19] (LFG)
- Генерализована граматичка структура[20] (GPSG)
- Фразна структурна граматика[21][22] (HPSG)
- Граматичке зависности[23] (DG)
- Улога и референце у граматици[24][25] (RRG)

## Образовање
Прескриптивна граматика се предаје у основним и средњим школама. Термин „граматичка школа” се историјски односио на школе у којима је предавана латинска граматика будућим римским грађанима, ораторима, и, касније, католичким свештеницима. У својој најранијој форми, „граматичка школа” се односила на школу у којој су ђаци учили да читају, прегледају, интерпретирају, и рецитују радове грчких и латинских песника (укључујући Хомера, Вергилија, Еурипида, Енија, и друге). Ове школе не треба мешати са сродним, али различитим модерним британским граматичким школама.
Стандардни језик је посебан дијалект језика који се промовише изнад осталих дијалеката у писању, образовању и ширем говору у јавној сфери; то је у контрасту са вернакуларним дијалектима, који могу бити предмет студирања у описној граматици али који су ретко формално предају. Стандардизовани „матерњи језик” који се предаје у основном образовању може да буде предмет политичке полемике, јер понекад може да успостави стандардну дефинишућу националност или етницитет. У задње време, се улажу напори на побољшању наставе граматике у основном и средњем образовању. Примарни фокус је на спречавању употребе застарелих наставних правила у корист прецизнијих описних приступа и на промени перцепције о релативној „коректности” стандардне форме у односу на нестандардне дијалекте.
Надмоћ париског француског је остала без премца током историје савремене француске књижевности. Стандардни италијански није базиран на говору престонице, Рима, већ на говору Фиренце због утицаја који су Флорентинци имали у раној италијанској књижевности. Слично томе, стандардни шпански није базиран на говору Мадрида, већ на оном образованих говорника северних области као што су Кастиља и Леон (нпр. погледајте Gramática de la lengua castellana). У Аргентини и Уругвају шпански стандард је базиран на локалним дијалектима Буенос Ајреса и Монтевидеа (риоплатски шпански). Португалски има, за сада, два званична стандарда Бразилски португалски и Европски португалски. Српски језик је подељен на сличан начин; Србија и Република Српска користе њихове засебне стандарде. Постојање трећег стандарда је питање контроверзе, неки сматрају црногорски засебним језиком, док су други мишљења да је то само још једна варијанта српског.
Норвешки има два стандарда, бокмал и новонорвешки, избор између којих је предмет контроверзе: Свака норвешка општина може да прогласи један од њих службеним језиком, или може да остане „језички неутрална”. Новонорвешки подржава мањина од 27% општина. Главни језик који се користи у основним школама нормално следи званични језик своје општине и о томе се одлучује референдумом унутар школског округа. Стандардни немачки је настао стандардизацијом службене употребе горњенемачког у 16. и 17. веку. До око 1800, то је скоро у потпуности био писани језик, али је у данашње време у веома широкој употреби као говорни језик, тако да је већина бивших немачких дијалеката скоро изумрла.
Стандардни кинески има званични статус као стандардна говорна форма кинеског језика Народне републике Кине, Републике Кине (РОЦ) и Републике Сингапур. Изговор стандардног кинеског је базиран на локалном акценту мандаринског кинеског из Луанпинга, Џенгде у Хебеј провинцији у близини Пекинга, док су граматика и синтакса базирани на модерном говорном писаном кинеском. Модерни стандардни арапски је директно базиран на класичном арапском, језику Курана. Хиндустански језик има два стандарда, Хинди и Урду.
У Сједињеним Државама, Удружење за промоцију добре граматике је дезигнирало 4. март као Национални дан граматике почевши од 2008. године.

## У рачунарству
У рачунарству, синтакса сваког програмског језика је дефинисана формалном граматиком. У теоретском рачунарству и математици, формалне граматике дефинишу формалне језике. Хијерархија Чомског дефинише неколико важних класа формалних граматика.

## Граматички уређаји
- Афиксација
- Деривација
- Редупликација
- Редослед речи

## Граматички термини
- Број
- Речце
- Двојина
- Глагол
- Граматички род
- Именица
- Једнина
- Лична заменица
- Присвојна заменица
- Повратна заменица
- Повратно-присвојна заменица
- Показне заменице
- Множина
- Падеж
- Придјев
- Предлог
- Прилог
- Узвик (усклик)
- Везници
- Заменица